# James Rogers
James Rogers (...) è un compositore e attore italiano.

## Biografia
Entra nel mondo dello spettacolo come Stuntman di diverse pellicole degli anni '60. Ha partecipato in qualità di attore a svariate pellicole di Spaghetti Western negli anni '70.
È stato un compositore per la casa discografica CAM e ha firmato diverse colonne sonore di film e sceneggiati televisivi.

## Filmografia parziale
- Lady Football regia di Italo Martinenghi (1979)
- Kooch[1] regia di Mehdi Reisfirooz (1977)
- Küçük ev[2] regia di Safa Önal (1977)
- Rimase uno solo e fu la morte per tutti[3] regia di Edoardo Mulargia (1971)

## Compositore
- Loris Ceroni - Lady Football (LP, Album 1979) Strjx Records - SFLP 0099[4]
- Even... Unknown Terror (LP, Album, 1982) CAM - SAG 9118[5]
- Last Letter / Last Word (7", Single 1983) CAM - MD-1378-1[6]